# Abbazia di Rein
L'abbazia di Rein (in latino Abbatia B. M. V. de Runa, in tedesco Stift Rein) è un monastero cistercense situato nel comune di Gratwein-Straßengel, in Austria.

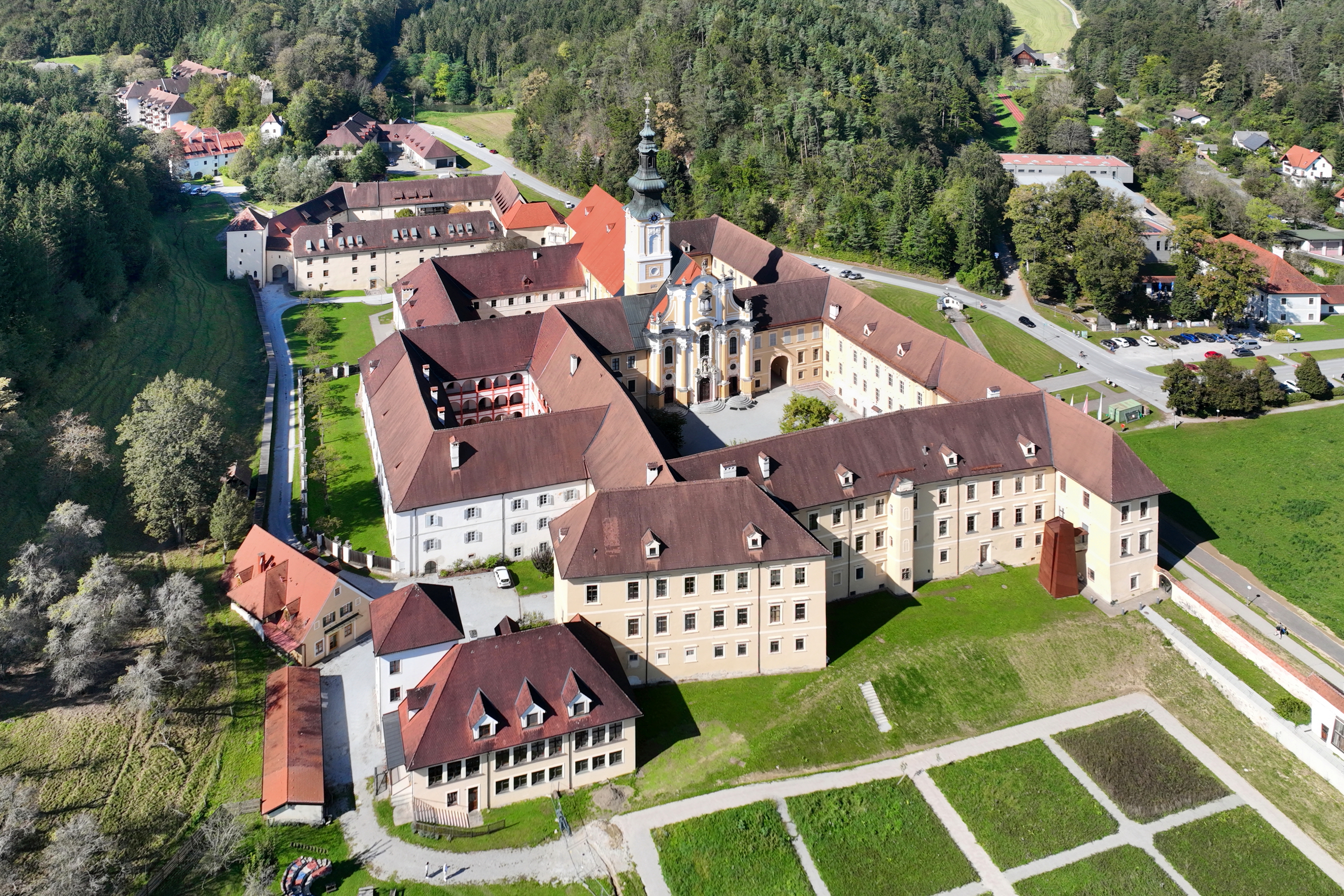
Panoramica dell'abbazia

Il monastero fu fondato nel 1129 da Leopoldo di Stiria, margravio della Stiria come 38º monastero dell'ordine cistercense. Nel corso della secolarizzazione avvenuta durante l'epoca della Rivoluzione francese tutti i monasteri precedenti furono soppressi, Rein è quindi il più antico monastero cistercense al mondo.